# Urupi járás

Az Urupi járás Karacsáj- és Cserkeszföldön

Az Urupi járás (oroszul Урупский район, abaz nyelven Уарп район, cserkesz nyelven Уруп район, karacsáj nyelven Уэрп район) Oroszország egyik járása Karacsáj- és Cserkeszföldön. Székhelye Pregradnaja.

## Népesség
- 1989-ben 21 824 lakosa volt.
- 2002-ben 18 654 lakosa volt, melyből 14 000 orosz (75,1%), 3 476 karacsáj (18,6%), 407 ukrán, 72 cserkesz, 34 oszét, 21 görög, 18 nogaj, 9 abaz.
- 2010-ben 24 404 lakosa volt, melyből 18 885 orosz (77,6%), 4 456 karacsáj (18,3%), 87 cserkesz, 27 nogaj, 13 abaz.